# タミル・ナードゥ州首相の一覧
タミル・ナードゥ州首相の一覧（タミル・ナードゥしゅうしゅしょうのいちらん）は、インドのタミル・ナードゥ州政府の実質的な長である州首相（Chief Minister）の一覧である。
州首相はタミル・ナードゥ州議会の指名に基づいて州知事によって任命され、実施的な行政権限を有する。インド憲法では、州首相の具体的な選任要件は定められていないが、通常は州議会で多数を占める政党または政党連合の代表が任命されている。

## 歴代州首相の一覧
インド独立後の1950年に、タミル・ナードゥ州の前身であるマドラス州が成立。1953年にはアーンドラ・プラデーシュ州が分離独立し、1956年にはケーララ州、マイソール州、マドラス州の３州に分裂した。さらに1969年に、マドラス州はタミル・ナードゥ州へと改称した。
タミル・ナードゥ州へと改称した1969年以降の州首相は以下のとおり。
| 代   | 画像          | 氏名 (生没年)                         | 氏名 (生没年)                          | 所属政党                               | 在任期間      | 在任期間      | 在任期間    |
| 代   | 画像          | 氏名 (生没年)                         | 氏名 (生没年)                          | 所属政党                               | 就任日        | 退任日        | 在職日数    |
| ---- | ------------- | ------------------------------------- | -------------------------------------- | -------------------------------------- | ------------- | ------------- | ----------- |
| 1    |               | C・N・アナドゥライ (1909–1969)        |                                        | ドラーヴィダ進歩党                     | 1969年1月14日 | 1969年2月3日  | 20日        |
| 代行 |               | V・R・ネドゥンチェリヤン (1920–2000)  | ドラーヴィダ進歩党                     | 1969年2月3日                           | 1969年2月10日 | 7日           |             |
| 2    |               | M・カルナーニディ (1924–2018)         | ドラーヴィダ進歩党                     | 1969年2月10日                          | 1971年3月14日 | 6年 + 355日   |             |
| 2    | 1971年3月15日 | M・カルナーニディ (1924–2018)         | ドラーヴィダ進歩党                     | 1976年1月31日                          |               | 6年 + 355日   |             |
| –    |               | 空位 (中央政府直接統治)               |                                        | N/A                                    | 1976年1月31日 | 1977年6月29日 | 1年 + 149日 |
| 3    |               | M・G・ラーマチャンドラン (1917–1987)  |                                        | 全インド・アンナー・ドラーヴィダ進歩党 | 1977年6月30日 | 1980年2月17日 | 2年 + 232日 |
| –    |               | 空位 (中央政府直接統治)               |                                        | N/A                                    | 1980年2月17日 | 1980年6月8日  | 112日       |
| (3)  |               | M・G・ラーマチャンドラン (1917–1987)  |                                        | 全インド・アンナー・ドラーヴィダ進歩党 | 1980年6月9日  | 1985年2月9日  | 7年 + 198日 |
| (3)  | 1985年2月10日 | M・G・ラーマチャンドラン (1917–1987)  | 1987年12月24日                         | 全インド・アンナー・ドラーヴィダ進歩党 |               |               | 7年 + 198日 |
| 代行 |               | V・R・ネドゥンチェリヤン (1920–2000)  | 全インド・アンナー・ドラーヴィダ進歩党 | 1987年12月24日                         | 1988年1月7日  | 14日          |             |
| 4    |               | R・ジャーナキ (1924–1996)             | 全インド・アンナー・ドラーヴィダ進歩党 | 1988年1月7日                           | 1988年1月30日 | 23日          |             |
| –    |               | 空位 (中央政府直接統治)               |                                        | N/A                                    | 1988年1月30日 | 1989年1月26日 | 362日       |
| (2)  |               | M・カルナーニディ (1924–2018)         |                                        | ドラーヴィダ進歩党                     | 1989年1月27日 | 1991年1月30日 | 2年 + 3日   |
| –    |               | 空位 (中央政府直接統治)               |                                        | N/A                                    | 1991年1月30日 | 1991年6月23日 | 144日       |
| 5    |               | J・ジャヤラリター (1948–2016)         |                                        | 全インド・アンナー・ドラーヴィダ進歩党 | 1991年6月24日 | 1996年5月12日 | 4年 + 323日 |
| (2)  |               | M・カルナーニディ (1924–2018)         |                                        | ドラーヴィダ進歩党                     | 1996年5月13日 | 2001年5月13日 | 5年 + 0日   |
| (5)  |               | J・ジャヤラリター (1948–2016)         |                                        | 全インド・アンナー・ドラーヴィダ進歩党 | 2001年5月14日 | 2001年9月21日 | 130日       |
| 6    |               | O・パンニールセルヴァム (1951–)       | 全インド・アンナー・ドラーヴィダ進歩党 | 2001年9月21日                          | 2002年3月2日  | 162日         |             |
| (5)  |               | J・ジャヤラリター (1948–2016)         | 全インド・アンナー・ドラーヴィダ進歩党 | 2002年3月2日                           | 2006年5月12日 | 4年 + 71日    |             |
| (2)  |               | M・カルナーニディ (1924–2018)         |                                        | ドラーヴィダ進歩党                     | 2006年5月13日 | 2011年5月15日 | 5年 + 2日   |
| (5)  |               | J・ジャヤラリター (1948–2016)         |                                        | 全インド・アンナー・ドラーヴィダ進歩党 | 2011年5月16日 | 2014年9月27日 | 3年 + 134日 |
| (6)  |               | O・パンニールセルヴァム (1951–)       | 全インド・アンナー・ドラーヴィダ進歩党 | 2014年9月28日                          | 2015年5月23日 | 237日         |             |
| (5)  |               | J・ジャヤラリター (1948–2016)         | 全インド・アンナー・ドラーヴィダ進歩党 | 2015年5月23日                          | 2016年5月22日 | 1年 + 196日   |             |
| (5)  | 2016年5月23日 | J・ジャヤラリター (1948–2016)         | 全インド・アンナー・ドラーヴィダ進歩党 | 2016年12月5日                          |               | 1年 + 196日   |             |
| (6)  |               | O・パンニールセルヴァム (1951–)       | 全インド・アンナー・ドラーヴィダ進歩党 | 2016年12月5日                          | 2017年2月15日 | 72日          |             |
| 7    |               | エダッパディ・K・ポラニスワミ (1954–) | 全インド・アンナー・ドラーヴィダ進歩党 | 2017年2月16日                          | 2021年5月6日  | 4年 + 79日    |             |
| 8    |               | M・K・スターリン (1953–)              |                                        | ドラーヴィダ進歩党                     | 2021年5月7日  | （現職）      | 4年 + 21日  |

時系列